# Tritoniella
Tritoniella is een geslacht van weekdieren uit de klasse van de Gastropoda (slakken).

## Soort
- Tritoniella belli Eliot, 1907